# Eicheimer (Ochsenfurt)

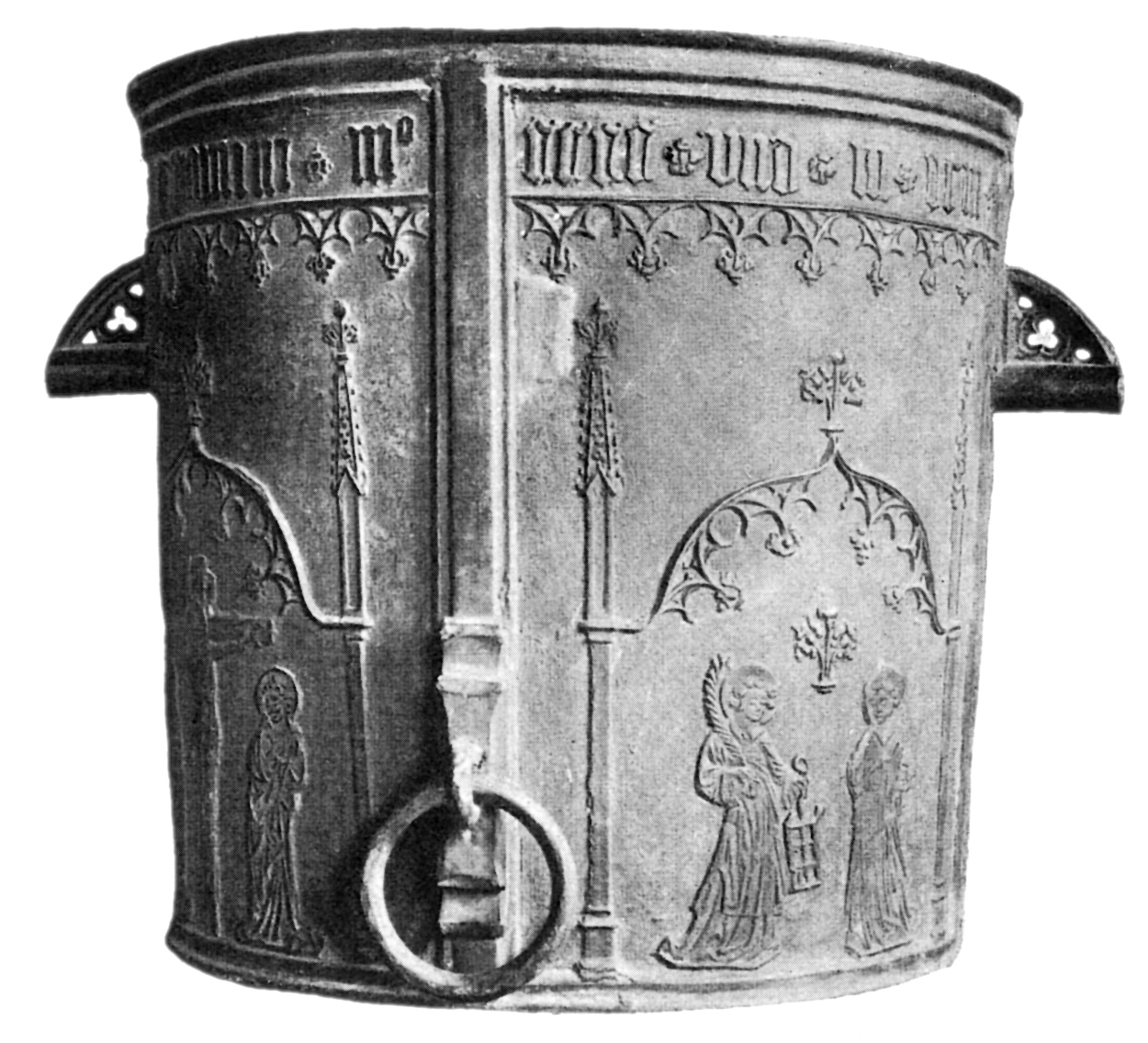
Eicheimer in Ochsenfurt (Foto um 1911)

Der Eicheimer im Heimatmuseum von Ochsenfurt, einer Stadt im unterfränkischen Landkreis Würzburg in Bayern, ist ein historisches Raummaß, das 1458 geschaffen wurde.
Der Eimer wurde zur Eichung von Volumenmessgeräten genutzt und stand ursprünglich im Rathaus. Er ist ein spätgotischer Bronzeguss aus einer unbekannten Werkstatt. 
Die Inschrift am oberen Rand in gotischer Minuskel, sowie die Umschrift und die Übersetzung ins Hochdeutsche lauten:

“anno domini m° cccc vnd dem lviii iar pin ich gemacht worden.”

„Anno domini MCCCC und dem LVIII Jahr bin ich gemacht worden.“

„Im Jahr des Herrn 1458 bin ich gemacht worden.“

Außen sind die Reliefs der Kreuzigung Jesu, des heiligen Gallus, des Erzengels Michael, des heiligen Laurentius und des heiligen Stephanus unter gotischen Baldachinen zu sehen.
Die Eicheimer waren wertvolle Gegenstände, die verpfändet werden konnten, wie es in einer Urkunde aus dem Jahr 1288 ersichtlich ist.